# Crotalus oreganus
Crotalus oreganus là một loài rắn trong họ Rắn lục. Loài này được Holbrook mô tả khoa học đầu tiên năm 1840.

## Hình ảnh

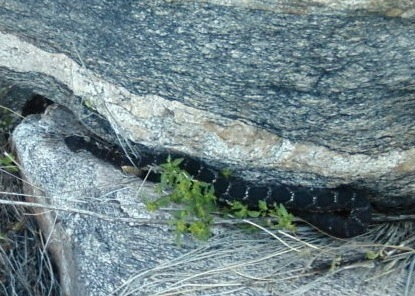
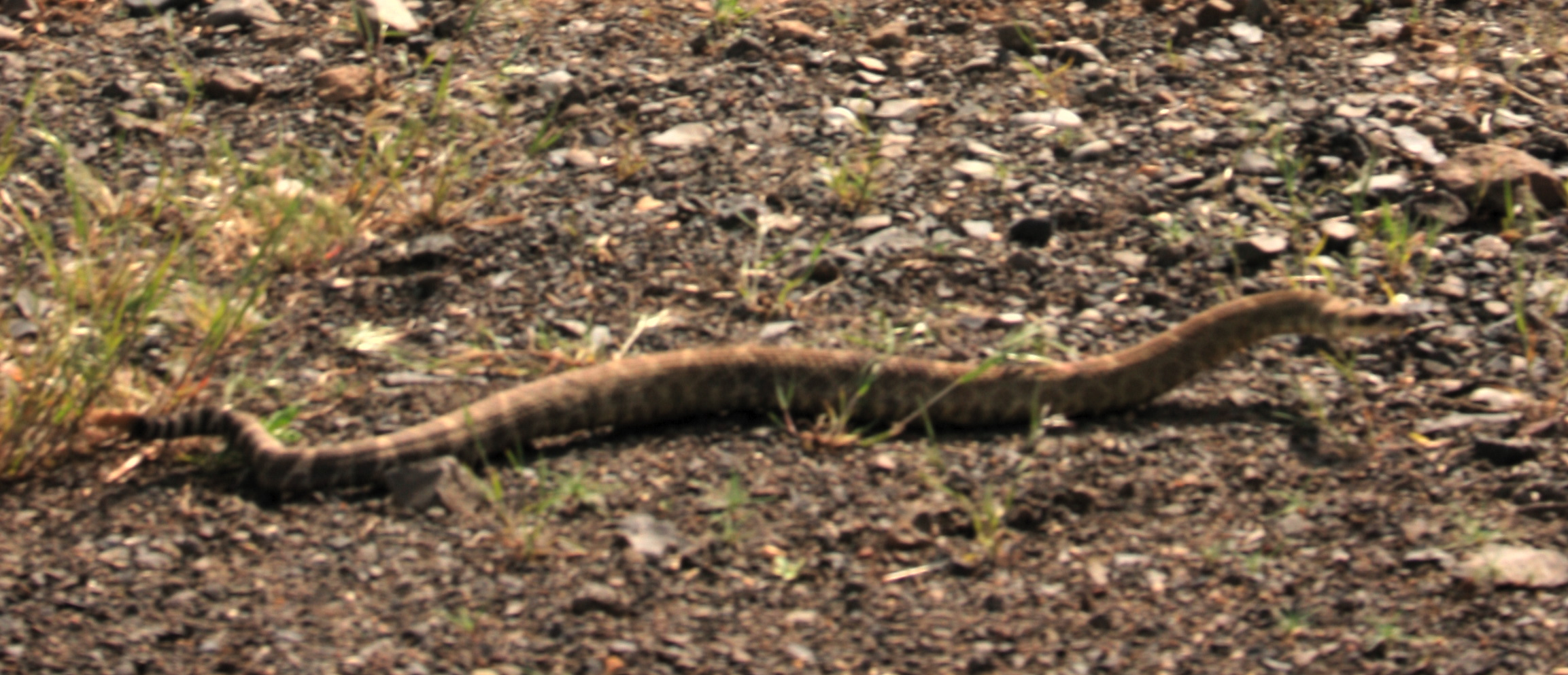
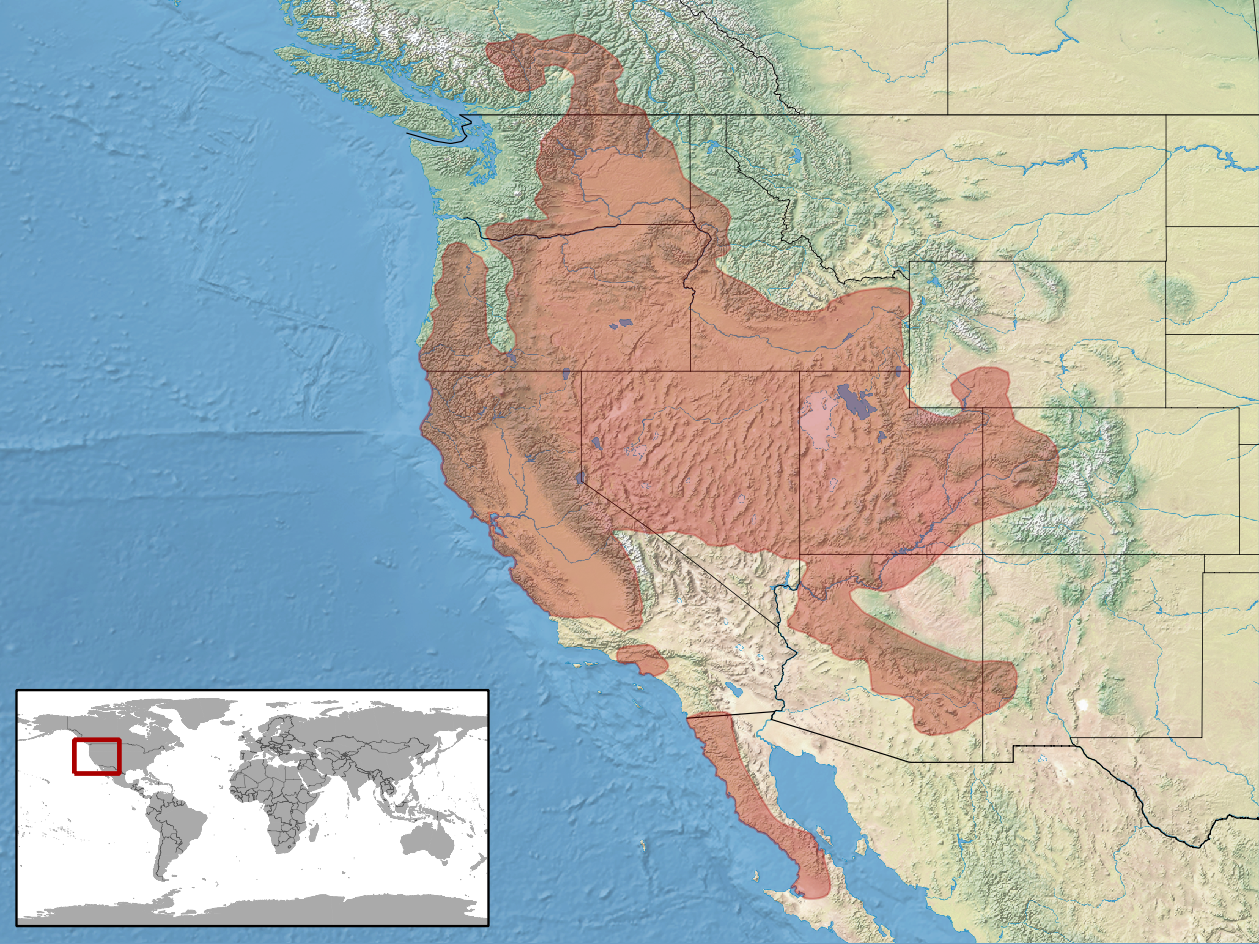
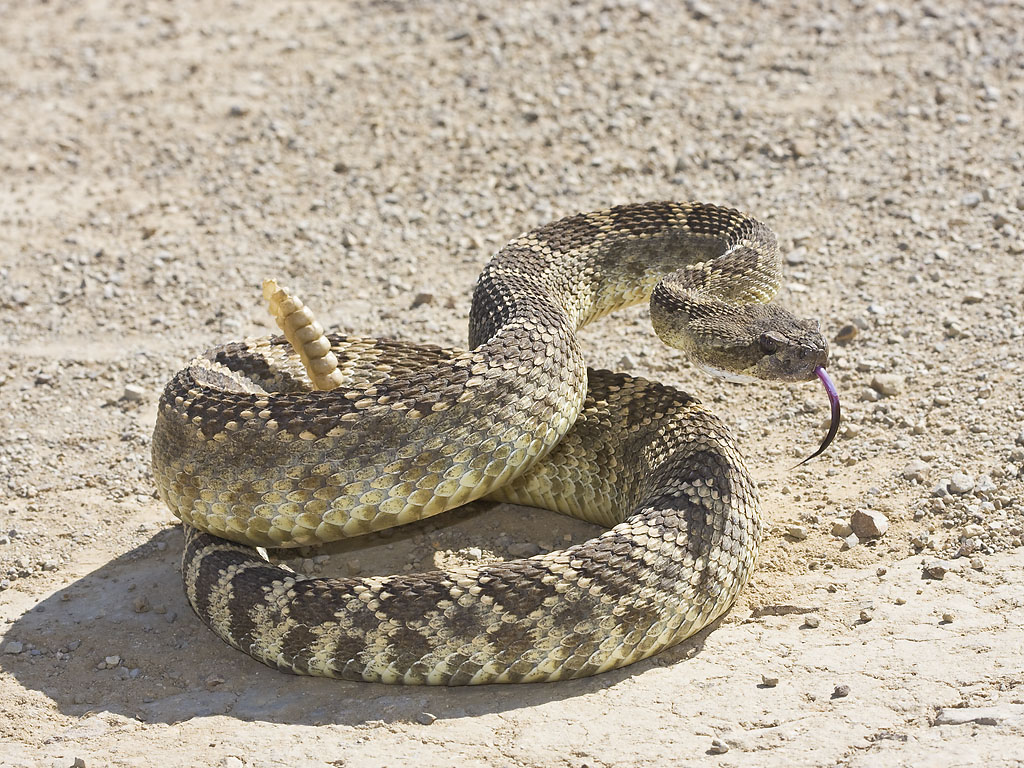